# Duerosuchus
Duerosuchus — вимерлий рід крокодилів. Останки були знайдені в Корралес-дель-Віно в Саморі, Іспанія, і мають вік середнього еоцену (близько 40 мільйонів років). Duerosuchus відомий з одного черепа, який є неповним, але в іншому добре збереженим, а також нижньої щелепи, деяких остеодерм і, можливо, деяких хребців.
Duerosuchus — базовий крокодил, який, як вважають, є близьким до бревірострину або короткомордих крокодилів, таких як алігатороїди. Однак спочатку рід не був включений у філогенетичне дослідження, і його місце в Crocodilia було невизначеним, доки дослідження 2021 року не виявило Duerosuchus у родині Planocraniidae.

## Опис
Довжина черепа Duerosuchus близько 20 сантиметрів. Довжина всієї тварини оцінюється приблизно в 160 сантиметрів. Ця оцінка ґрунтується на розмірі тіла відносно черепа подібних крокодилів, у яких відома довжина тіла. У голотипному черепі, відомому як STUS 14.133, відсутні деякі кістки, наприклад ті, що оточують підскроневе вікно на задній частині черепа та носову кістку вздовж середньої лінії морди. Попри відсутність певного матеріалу, форму черепа можна визначити за наявними кістками. Зуби гострі і загнуті назад з вузькими основами. У передщелепній кістці є виїмка для розміщення четвертого зуба нижньої щелепи.

## Палеобіологія
Хоча Duerosuchus також міг полювати на черепах, він був краще пристосований до лову меншої здобичі, такої як риба. У відкладеннях, з яких був знайдений Duerosuchus, багато риби. Університет Саламанки має колекцію скам’янілостей еоцену з цього району, яка включає залишки Duerosuchus, Asiatosuchus, Iberosuchus, а також багатьох скам’янілостей риб і черепах, деякі з яких мають сліди укусів, які, як вважають, зробили крокодили.